# 妮图·辛格
妮图·辛格（印地語：नीतू सिंह，英語：Neetu Singh，亦稱為：妮图·卡普尔（Neetu Kapoor）；1958年7月8日—）是印度女演員，主要作品均是寶萊塢電影。她8歲時開始以藝名Baby Sonia演出並在1972年在電影Rikshawala擔任女主角。1983年，她因為結婚而退出電影圈。近年辛格重新參與電影拍攝，作品包括Love Aaj Kal及Jab Tak Hai Jaan。1980年，辛格和演員里希·卡普尔結婚。卡普尔是來自印度顯赫演藝家族。他們育有一女一子，其中兒子兰比尔·卡普尔是現今印度最知名的男演員之一。

## 外部連結
- 妮图·辛格在互联网电影资料库（IMDb）上的資料（英文）
- 妮图·辛格的Instagram帳戶